# Дрвосјече
Дрвосјече (Изворна група Дрвосјече, Вокална група Дрвосјече, Група Крајишника Дрвосјече) јесу српски музички састав, који изводи крајишку народну музику. Састав је настао  1976. године у Петровцу, у Босанској Крајини. Сматра се једним од најстаријих крајишких музичких састава.

## Историја групе

### Пријератне године (1976–1992)
Музички састав Дрвосјече настао је 1976. године у Петровцу и први пут је наступио приликом прославе 35. годишњице устанка, у Санском Мосту. Сматра се једним од најстаријих крајишких музичких састава. Током 1970-их, на подручју Петровца, дјеловала је и изворна крајишка група са Бравска, али они нису наставили своје дјеловање.
Први музички албум Дрвосјече су снимиле 1981. године. Идејни творац, оснивач и први вођа састава био је Милош Петровић из Петровца, иначе рођени Гламочанин. Милош, који је био новинар и културни радник, и који је, између осталог, писао чланке и за Енциклопедију Југославије, био је аутор већине пјесама тадашњих Дрвосјеча. Исто тако, Милош је једно вријеме био и члан пјевачке групе са Бравска.
Током каријере Дрвосјече су обишле готово цијелу Југославију, наступајући на манифестацијама на Кадињачи, Козари, Сутјесци, у Петровцу, Дрвару, Београду, Сарајеву. За свој рад у овом периоду добили су двије међународне награде, награду СУБНОР-а Југославије, као и награду Општине Босански Петровац. У периоду од 1981. до 1991. године издали су пет музичких албума. Већина чланова групе била је из села Смољана, а остали чланови су били из Петровца, Брестовца, Ведрог Поља, Вођенице, Скакавца, те са подручја општине Дрвар. Са почетком рата у БиХ, 1992. године, група прекида са радом.

### Послијератне године (1995–данас)
Група је обновила рад 1995. године. У почетку су то била окупљања ради извођења наступа пред избјеглим Петровчанима, углавном у Челареву и Дервенти. Потом слиједе наступи на различитим манифестацијама, а 2010. године група обнавља студијски рад и издаје свој први послијератни албум. Након овог албума, група издаје албуме 2011. и 2014. године. Након 2010. године састав интензивира свој рад. Поред студијских активности, учествују на бројним манифестацијама, концертима и фестивалима. У овом периоду рада групу готово у потпуности чине Смољанци.
Дрвосјече су оснивачи међународне манифестације "Прва коса Грмеча" у Смољани, код Петровца и суоснивачи културне манифестације "Дринић кроз игру и пјесму" у Дринићу, у општини Петровац.

## Естрадна каријера

### Музички албуми
Свој први музички албум Дрвосјече су издале за сарајевски Дискотон, 1981. године. Албум, који је био у формату музичке касете, носио је назив Дрвосјече, а имао је ознаку ДТК-9079. Ова трака је имала једанаест пјесама. На А страни су биле патриотске пјесме, везане за НОБ: Град херој, Ој, Оштрељу, Кад је Тито у Петровцу био, Отаџбина и У Босни се подигнула раја. На Б страни биле су пјесме: Оћеш, мала, бити моја, Лако ти је познати Бјелајца, Аој, моја Драгињо, Мрки доратови, Преко поља тракћу кола и Ој, јаворе.
За Дискотон су Дрвосјече издале и свој сљедећи албум, такође музичку касету. Албум је изашао 1983. године. Албум је имао ознаку ДТК-9173. Ова трака је имала тринаест нумера. На А страни су биле патриотске пјесме: Друже Тито, јагодо из росе, Друг је Тито издо наређење, Ово нам је наша борба дала, Ој, Козаро, ој, Младене, Гроб до гроба, Ој, Каране, команданте први и Рођени смо код Оштрељ планине. На Б страни биле су пјесме: У мом селу крај потока, Сад су жене постале модерне, Кад ја умрем, благо мојој жени, У мом селу, Комшинице из мог села и Мој колега, кад пођем у армију.
Године 1987. за Дискотон издају албум Пјесма о Титу, са седам пјесама, већином патриотских. Албум је имао ознаку ДТК-9402. Касета је имала седам нумера. На А страни су биле пјесме: Пјесма о Титу, Земљо моја поносна и Ово нам је наша борба дала. На Б страни биле су пјесме: Балада о Здравку Челару, Уз моторку и дјевојку фину, Ој, дјевојко из Гламоча града и У мом селу крај потока.
Године 1989. за београдски ПГП РТБ издали су музички албум (касету) са девет нумера, под називом Крајишке пјесме. Албум је имао ознаку 501 824, а садржао је углавном народне пјесме, са пар патриотских пјесама. На А страни нашле су се пјесме: Пјесма о командиру, Имам фићу и четири вола, Крајишник сам и крајишко дијете и Пјесма о Миланчићу. На Б страни биле су нумере: Крајишки бећарац, Завичају, Устај, жено, Пјевац коку и Барабинске пјесме.
Свој посљедњи пријератни албум (касету) Дрвосјече издају 1991. године, такође за ПГП РТБ. Албум, који се звао Босно моја, ти земљо јарана, имао је осам пјесама: на  А страни – Босно моја, ти земљо јарана, Ој, Гламочу, мјесто најмилије, Нема раја без роднога краја и Ој, Милоше, побратиме мио; те на Б страни – Послао сам своју плавку, Ево теби твога дрвосјече, Мала моја, врућа варенико и Ајде, жено да се подијелимо.
Након паузе од готово 20 година, састав издаје албум 2010. године. Албум, под ознаком ЦД029, издају за издавачку кућу Мелодија рекордс, која послује у оквиру медијске куће Дуга. Албум је носио назив Дрвосјече 2010, а имао је 10 пјесама: Дрвосјече, Ђукино врело, Гатара, Грмеч горо, Кућо моја, Жено моја, Коса сиједи, Комшиница, Косац и Огњиште.
Године 2011, такође за Мелодија рекордс, под ознаком ЦД038, издају албум На Петровачкој цести. Албум је имао осам пјесама: Са Грмеча, На Петровачкој цести, Пјесма о Или, Ој, дјевојко, Родном крају, Не бој ми се, драга, Ој, барабо и Рођени смо код Оштрељ планине.
Године 2014, опет за Мелодија рекордс, снимају албум Петровачка села. Албум, под ознаком ЦД087, имао је 10 пјесама: Петровачка села, Крсна слава, Ја пијанац и бараба, Ево пјесме, Жељан родног села, Рођендан је теби, Ено брке, Мала и прелџија, Пођи, мала, за мене шофера и Ој, ливадо.
У склопу промоције албума, група је направила неколико студијских музичких спотова.

### Естрадни наступи
Осим дискографских издања које имају иза себе, Дрвосјече су чести гости на различитим културним манифестацијама и појединим музичким фестивалима.
Дрвосјече су такође чести гости различитих телевизијских кућа, гдје изводе крајишке изворне пјесме. Имали су наступ на Радио-телевизији Републике Српске, као и велики број наступа на Телевизији Дуга САТ, у емисијама Сврати у завичај, Мелодија вам представља, Шоу програм,  и Дугино посело,  а учествовали су и у новогодишњем програму ове телевизије.

### Чланови

#### Садашња постава
- Никола Стојановић – Вокални солиста.
- Никола Нине Маринковић – Вођа групе, пратећи вокал, вокални солиста.
- Никола Мрђа „Маљић“ – Пратећи вокал.
- Срето Мрђа – Пратећи вокал.

#### Бивши чланови
- Милован Мрђа „Бас“ – Бас.
- Здравко Марјановић „Кољеган“ – Вођа групе, пратећи вокал.
- Милан Мандарић – Вокални солиста, пратећи вокал.
- Милан Балабан – Вођа групе, Вокални солиста, хармоникаш.
- Милош Милошина Петровић – Вођа и оснивач групе.
- Милорад Маринковић „Баја“ – Пратећи вокал, хармоникаш.
- Драго Марић – Пратећи вокал.
- Мирослав Мики Булајић – Пратећи вокал, хармоникаш.
- Мирко Мимо Драгић Вашић – Пратећи вокал, хармоникаш.
- Миле Драгић – Пратећи вокал.
- Мирко Мирота Ступар Јовишић – Пратећи вокал, хармоникаш.
- Маринко Ступар – Вокални солиста, пратећи вокал.
- Милован Мишо Марјановић – Пратећи вокал.
- Вито Зорић – Пратећи вокал.
- Никола Нине Трнинић – Оснивач групе.
- Никола Ниџе Трнинић – Пратећи вокал, хармоникаш.
- Марко Трнинић – Вокални солиста, пратећи вокал.
- Илија Штрбац – Вокални солиста, пратећи вокал.
- Жарко Карановић „Поп“ – Пратећи вокал.

### Хитови
- Лако ти је познати Бјелајца (1981)
- Мрки доратови (1981)
- Рођени смо код Оштрељ планине (1983)
- Ој, Милоше, побратиме мио (1991)
- Петровачка села (2014)

### Фестивали
- 2011. Први фестивал крајишке пјесме и смотра фолклора у Дринићу, у општини Петровац.[22]
- 2012. Први сабор српске крајишке пјесме у Дрвару – Грмеч горо.[23]
- 2012. Шести сабор српског пјевања у Војковићима – Комшиница овце чува, освојено II мјесто.[24]
- 2015. Четврти сабор српске крајишке пјесме у Дрвару – Запјевајмо, моја браћо гласно; Грмеч горо.[25]
- 2018. Седми сабор српске крајишке пјесме у Дрвару.[26]
- 2018. Шесто вече фолклора "Дринић кроз игру и пјесму" у Дринићу, у општини Петровац.[27]
- 2019. Седмо вече фолклора "Дринић кроз игру и пјесму" у Дринићу, у општини Петровац.[15]

### Манифестације
- 1983. Народни збор у Меденом Пољу, код Петровца.[28]
- 2009. Трећа агротуристичка манифестација "Дани басе и кромпира" у Смољани, код Петровца.[29]
- 2011. Пета агротуристичка манифестација "Дани басе и кромпира" у Смољани, код Петровца.[30]
- 2011. Трећа међународна манифестација "Прва коса Грмеча" у Смољани, код Петровца.[31]
- 2012. Дан 2. крајишког корпуса ВРС (двадесетогодишњица формирања) у Мркоњић Граду.[32]
- 2012. Четврта међународна манифестација "Прва коса Грмеча" у Смољани, код Петровца.[33]
- 2012. Шеста агротуристичка манифестација "Дани басе и кромпира" у Смољани, код Петровца.[34]
- 2012. Дан општине општине Петровац, у Дринићу.[34]
- 2013. Дан 2. крајишког корпуса ВРС (21. годишњица формирања) у Дринићу, у општини Петровац.[35]
- 2013. Народни збор у Меденом Пољу, код Петровца.[36]
- 2013. Седма агротуристичка манифестација "Дани басе и кромпира" у Смољани, код Петровца.[37]
- 2014. Осма агротуристичка манифестација "Дани басе и кромпира" у Смољани, код Петровца.[38]
- 2015. Народни збор у Меденом Пољу, код Петровца.[39]
- 2016. 16. Кочићеви дани у Челареву.[40]
- 2017. Девета међународна манифестација "Прва коса Грмеча" у Смољани, код Петровца.[41]
- 2017. Народни збор у Меденом Пољу, код Петровца.[42]
- 2017. Прво  вече  петровачке  дијаспоре у сеоском домаћинству Чардаклије у Врточу, код Петровца.[43]
- 2017. 11. агротуристичка манифестација "Дани басе и кромпира" у Смољани, код Петровца.[44]
- 2018. 12. агротуристичка манифестација "Дани басе и кромпира" у Смољани, код Петровца.[45]
- 2019. 11. међународна манифестација "Прва коса Грмеча" у Смољани, код Петровца.[46]
- 2019. 13. агротуристичка манифестација "Дани басе и кромпира" у Смољани, код Петровца.[47]
- 2021. 14. агротуристичка манифестација "Дани басе и кромпира" у Смољани, код Петровца.[48]

## Дискографија

### Албуми
- Дрвосјече, Дискотон (1981)
- Друже Тито, јагодо из росе, Дискотон (1983)
- Пјесма о Титу, Дискотон (1987)
- Крајишке пјесме, ПГП РТБ (1989)
- Босно моја, ти земљо јарана, ПГП РТБ (1991)
- Дрвосјече 2010, Мелодија рекордс (2010)
- На Петровачкој цести, Мелодија рекордс (2011)
- Петровачка села, Мелодија рекордс (2014)